# بونليو

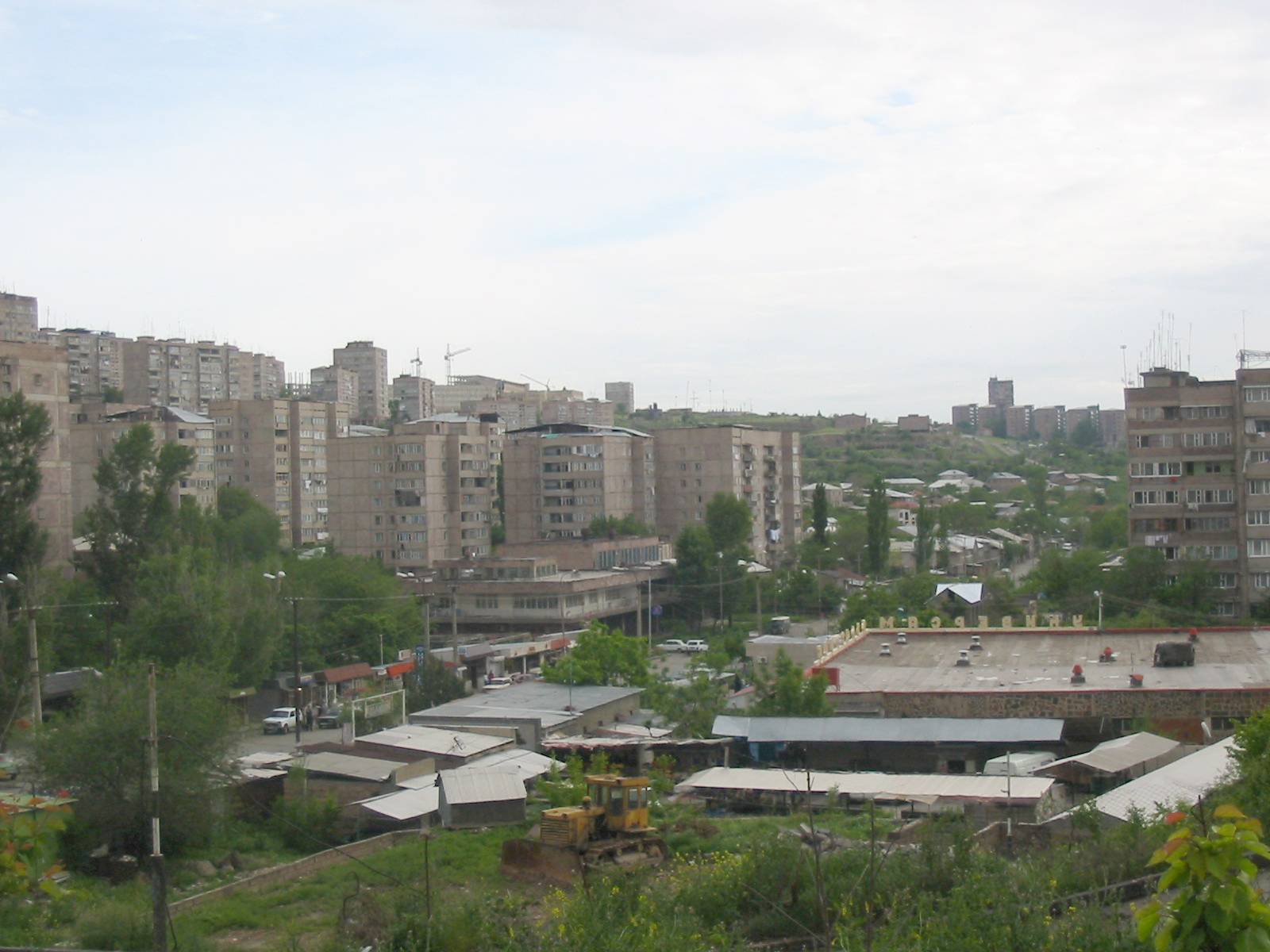
بونليو الايريفان ، أرمينيا

بونليو (بالفرنسية: Banlieue)‏ كلمة فرنسية تعني ضواحي المدن وهي مقسمة إلى جزئيين ban وlieue وتعني حرفياً المنطقة المحظورة، تستخدم لوصف المنطقة حول المدينة التي تخضع لحكم المدينة.
نمو البونليو، بما أن له علاقة مباشرة بنشاطات المدن، يتسبب بتحركات يومية كبيرة للتعلم أو للعمل.
منذ نهاية الستينيان، فرنسا شهدت تدفق أعداد كبيرة من المهاجرين القادمين من مستعمراتها السابقة التي في تلك الفترة حصلت على الاستقلال. لذلك، في بداية السبعينيات، المصطلح بونليو استخدم ككناية لوصف المشاريع السكنية الكبيرة منخفضة التكلفة التي شيدت لؤلئك المهاجرين.
تدهور الأوضاع، وعدم وجود البنية التحتية والاكتظاظ السكاني كانت على مدى السنوات أسباب رئيسية لزيادة الجنايات، وخاصة تهريب المخدرات والأسلحة والجرائم الصغيرة، وخاصة بين الشباب. هكذا مصطلح بونليو أصبح في الفهم المشترك، مرادف لانعدام الأمن والضعف الاجتماعي، بحيث يمكن اعتبارة كغيتو حقيقي.
على مر السنين وكثيرا ما كان هناك أحداث تمرد أسبابها الإقصاء الاجتماعي، مثل تلك التي حدثت في تشرين الثاني / نوفمبر 2005 والتي سميت
ثورات 2005 في البونليو الفرنسية.